# 平田雄三
平田 雄三（ひらた かつぞう）は、日本の男性アニメーター、キャラクターデザイナー。福岡県出身。

## 来歴
某芸術大学を卒業後、地元・福岡市の代々木アニメーション学院福岡校を経て、AICに入社。
同社を退社してからは、フリーランスとなり、原画マン・作画監督・キャラクターデザイナーとして各社の諸作品で活躍している。

## 参加作品

### テレビアニメ
1998年
- 名探偵コナン（原画）
- 頭文字D（原画）

1999年
- イケてる2人（オープニングアニメーション原画）

2000年
- HAND MAID メイ（キャラクターデザイン）

2002年
- G-onらいだーす（キャラクターデザイン・総作画監督）

2003年
- THE ビッグオー second season（原画）

2004年
- モンキーターンV（オープニングアニメーション原画）

2006年
- 錬金3級 まじかる?ぽか〜ん（キャラクターデザイン・総作画監督）

2007年
- 天元突破グレンラガン（作画監督・原画）

2008年
- ロザリオとバンパイア（作画監督・原画）
- カイバ（原画）
- ストライクウィッチーズ（総作画監督・デザインワークス）
- ミチコとハッチン（原画）
- 屍姫 赫（作画監督）

2009年
- バスカッシュ!（チーフアニメーター・作画監督）※9話まで
- そらのおとしもの（智樹お宝☆コレクション原画）

2010年
- はなまる幼稚園（作画監督）
- Angel Beats!（キャラクターデザイン・総作画監督）

2011年
- ベン・トー（キャラクターデザイン・総作画監督）

2012年
- うーさーのその日暮らし（原画・第6話エンドカードイラスト）

2013年
- 断裁分離のクライムエッジ（キャラクターデザイン・総作画監督・作画監督）
- キルラキル（作画監督）

2014年
- 異能バトルは日常系のなかで（作画監督）

2016年
- ラクエンロジック（総作画監督）

2017年
- 徒然チルドレン（作画監督）
- 結城友奈は勇者である -勇者の章-（作画監督）

2019年
- えんどろ〜!（作画監督）
- 女子高生の無駄づかい（総作画監督）
- Z/X Code reunion（作画監督・総作画監督）

2020年
- まえせつ!（キャラクターデザイン・総作画監督）

2021年
- 見える子ちゃん（作画監督・総作画監督）

2022年
- 終末のハーレム（作画監督）
- 神クズ☆アイドル（作画監督）

2023年
- 星屑テレパス（作画監督）

2024年
- ブルーアーカイブ The Animation（作画監督）

2025年
- どうせ、恋してしまうんだ。（総作画監督）
- ネクロノミ子のコズミックホラーショウ（作画監督）

### OVA
1997年
- 魔法騎士レイアース（作画監督補佐）

1999年
- 真ゲッターロボ 世界最後の日（原画）
- 太陽の船 ソルビアンカ（原画）

2002年
- こすぷれCOMPLEX（キャラクターデザイン・総作画監督）

2020年
- アークナイツ 1周年記念アニメ「Holy Knight Light」（キャラクターデザイン）

2023年
- アズールレーン Queen's Orders（キャラクターデザイン（柳沢まさひで、新村香奈と共同））

### 劇場アニメ
2024年
- i☆Ris the Movie - Full Energy!! -（作画監督、メカ作画監督）

### ゲーム
- ゲームボーイアドバンス Zone of The Enders 2173testament（キャラクターデザイン、黒住浩二・下山たけしとの共同）

### 書籍
2005年
- クイーンズブレイド 森の番人 ノワ（キャラクターデザイン）